# کلیتن (زاکسن)
کلیتن (به آلمانی: Klitten) یک منطقهٔ مسکونی در آلمان است که در بوکسبرگ (زاکسن) واقع شده‌است. کلیتن ۵۲۶ نفر جمعیت دارد.